# Мемингерберг
Мемингерберг (њем. Memmingerberg) општина је у њемачкој савезној држави Баварска. Једно је од 52 општинска средишта округа Унтералгој. Према процјени из 2010. у општини је живјело 2.582 становника. Посједује регионалну шифру (AGS) 9778171.

## Географски и демографски подаци
Мемингерберг се налази у савезној држави Баварска у округу Унтералгој. Општина се налази на надморској висини од 603 метра. Површина општине износи 6,1 km². У самом мјесту је, према процјени из 2010. године, живјело 2.582 становника. Просјечна густина становништва износи 424 становника/km².